# Distretto di Altynsarin
Il distretto di Altynsarin (in kazako: Алтынсарин ауданы) è un distretto (audan) del Kazakistan con  capoluogo Obaǧan.